# Lars Andersson i Hovgården
Lars Andersson (i riksdagen kallad Andersson i Hovgården), född 17 november 1785 i Vansö socken, död där 15 juli 1822, var en svensk riksdagsman i bondeståndet.
Andersson företrädde Åkers härad av Södermanlands län vid den urtima riksdagen 1817–1818. Han var då suppleant i allmänna besvärs- och ekonomiutskottet och ledamot i förstärkta statsutskottet.